# Joanna Kałuska
Joanna Agnieszka Kałuska z domu Popanda (ur. 1986 w Lublińcu) – polska historyk i muzealnik, specjalizuje się w historii Górnego Śląska, a w szczególności Katowic; autorka i współautorka publikacji o tym mieście.
Od 2010 pracownik Działu Historii Muzeum Historii Katowic. Autorka publikacji naukowych i popularnonaukowych, dotyczących historii Górnego Śląska.
Autorka i współautorka wystaw muzealnych w Muzeum Historii Katowic, m.in. „W kupowanym mieście” (2013), „Made in Katowice” (2014), „Rok 1922 z perspektywy Katowic. Wykorzystana szansa?” (2022). Współautorka wystawy stałej „Z dziejów Katowic” w Muzeum Historii Katowic, otwartej 11 września 2015, w 150. rocznicę nadania praw miejskich Katowicom. Drugą część wystawy, prezentującą dzieje od 1865 do czasów współczesnych, otwarto 11 września 2018 (w 153. rocznicę nadania praw miejskich). Autorka odczytów i wykładów o dziejach Katowic i regionu, także jako prowadząca spacery historyczne.
Publikuje artykuły naukowe i popularnonaukowe. We wrześniu 2023 została uhonorowana odznaczeniem „100-lecia Policji Województwa Śląskiego” przez Ogólnopolskie Stowarzyszenie „Rodzina Policyjna 1939 r.”.

## Wybrane publikacje
- W okupowanym mieście. Topografia Katowic w latach 1939–1945 (wspólnie z Mirosławem Węckim), Katowice 2013[11].
- Codzienność szkolna podczas pierwszej wojny światowej w świetle kronik szkolnych z terenu dzisiejszych Katowic (w:) Wielka Wojna, mały region. Pierwsza wojna światowa w perspektywie górnośląskiej. Szkice i studia, pod red. Bernarda Linka, Sebastiana Rosenbauma i Joanny Tofilskiej, Katowice - Gliwice - Opole 2014.
- Made in Katowice (wspólnie z Urszulą Rzewiczok), Katowice 2014.
- Katowicki „Heimatfront” w okresie I wojny światowej (wspólnie z Joanną Tofilską), (w:) I wojna światowa na Śląsku. Historia, literatura, kultura,  red. Grażyna Barbara Szewczyk, Ryszard Kaczmarek, Oświęcim 2016.
- Koszutka - różne wizje nowoczesności (wspólnie z Mirosławem Węckim), „CzasyPismo” 2017, nr 1.
- Proces tworzenia się władz miejskich Katowic po nadaniu ordynacji miejskiej w 1865 roku: pierwsza Rada Miasta i magistrat, (w:) Założyciele miasta oraz mecenasi nauki, kultury i sztuki w dziejach Katowic, red. Antoni Barciak, Katowice 2017.
- „Znikł z pieniędzmi jak kamfora”, czyli o burmistrzu Dieblu z Katowic, (w:) Katowice wobec przestępczości i bezprawia na przestrzeni wieków, red. Antoni Barciak, Katowice 2021.
- Rok 1922 z perspektywy Katowic. Wykorzystana szansa? (wspólnie z Joanną Tofilską i Sławomirem Stanowskim), Katowice 2022.
- Załęska Hałda i Osiedle Witosa w Katowicach. Zarys dziejów, Katowice 2022[12].